# 小田久美子 (声優)
小田 久美子（おだ くみこ、9月3日 - ）は、日本の女性声優。神奈川県出身。プロダクション・エース所属。

## 人物
- 趣味は、おもちゃ集め・トライアングル・ラジオ体操・ドミノ倒し・えほん作り。
- 特技は、フラフープをずっと回す・お米に文字を書く・くつしたでぬいぐるみを作る・明唽夢。
- 宝物は、おでん。
- 旅先で滝行をしたことがある。
- アニ☆ゆめ projectで共に活動した声優の磯部恵子、山田奈都美、村井理沙子と仲が良い。

## 出演

### 動画
- 私がモテてどうすんだ

### 外画
- ペイ・ザ・ゴースト ハロウィンの生贄（主人公アニーの息子）
- マジック・スクール・バス:リターンズ（DA (ドローシー・アン)）

### ボイスオーバー
- エミリーのワンダーラボ（アレックス）

### ラジオドラマ
- 帝王森川とボイトレ男子
- 山口勝平の殿様ラジオでGO！ダッシュ

### ゲーム
- 神話創世RPGアマデウス03絶海九龍城（天仙娘々、玉兎、龍吉公主）

### 舞台
- 朗読劇「モレンジャーＶ」

### その他
- 参加型声優応援シミュレーション「アニ☆ゆめproject」

### Web番組
- アニ☆ゆめnano

### イベント
- Tokyo Idol Festival 2014
- tvkアニメまつり2014,2015